# Coyote vs. Acme
Pour plus de détails, voir Fiche technique et Distribution.
Coyote vs. Acme est un film américain réalisé par Dave Green et dont la sortie est prévue en 2026. Mêlant animation et prise de vues réelles, le film met en scène le personnage de Vil Coyote créé par Chuck Jones et s'inspire d'un article écrit par Ian Frazier (en) publié dans The New Yorker.
Alors qu'une sortie était initialement prévue en 2023, le film avait un temps été abandonné dans le cadre d'une stratégie d'optimisation financière du groupe Warner Bros., alors qu'il est achevé. À la suite d'un mouvement d'indignation de la profession et du grand public, Warner consent à revendre le film à de potentiels acheteurs. Alors que le film était considéré comme annulé et ses images susceptibles d'être effacées, il est acquis par Ketchup Entertainment pour une distribution courant 2026.

## Synopsis
Un avocat malchanceux, Kevin Avery (Will Forte), est engagé par Vil Coyote. Ce personnage des Looney Tunes veut ainsi attaquer en justice l'entreprise ACME, qui selon lui fabrique des produits défectueux (notamment les explosifs qu'il utilise pour tenter d'appréhender Bip Bip). L'avocat va par ailleurs découvrir  que son ancien patron Buddy Crane (John Cena) est désormais avocat de ladite société. L'avocat et Coyote vont alors se lier d'amitié et faire équipe pour tenter de gagner le procès.

## Fiche technique
Sauf indication contraire, les informations mentionnées dans cette section peuvent être confirmées par la base de données cinématographiques IMDb,  présente dans la section « Liens externes ».
- Titre original : Coyote vs. Acme
- Réalisation : Dave Green
- Scénario : Samy Burch, d'après une histoire de James Gunn, Jeremy Slater et Samy Burch, d'après le personnage créé par Chuck Jones et d'après l'article Coyote vs. Acme de Ian Frazier publié dans The New Yorker
- Musique : Steven Price
- Direction artistique : Peter Borck
- Décors : Steve Arnold
- Costumes : Daniela Moore
- Photographie : Brandon Trost
- Montage : Carsten Kurpanek
- Production : Christopher DeFaria, James Gunn
- Producteur délégué : Carsten H.W. Lorenz
- Animation : DNEG Animation
- Sociétés de production : Warner Bros. Pictures, Warner Bros. Pictures Animation et Two Monkeys, A Goat and Another, Dead, Monkey
- Société de distribution : Ketchup Entertainment
- Budget : 70 000 000 USD[2]
- Pays de production :  États-Unis
- Langue originale : anglais
- Format : couleur
- Genre : comédie, animation, aventures, procès
- Date de sortie[3] : 
  - États-Unis et Canada : 28 août 2026

## Distribution
- Will Forte : Kevin Avery, l'avocat de Vil Coyote
- John Cena : Buddy Crane, l'avocat d'ACME Corporation
- Lana Condor : Paige Avery, la nièce de Kevin
- Eric Bauza : personnages animés (voix)

## Production

### Genèse et développement
En août 2018, Warner Bros. annonce qu'un film sur Vil Coyote, intitulé Coyote vs. Acme, est en projet. Chris McKay est annoncé à la production et les frères Jon et Josh Silberman sont chargés d'écrire le script. En décembre 2019, Dave Green signe pour réaliser le film, annoncé comme un mélange entre animation et prise de vues réelles. Jon et Josh Silberman ne sont alors plus liés au film comme scénaristes mais demeurent producteurs. En décembre 2020, Chris McKay quitte finalement le projet, alors que Jon et Josh Silberman sont à nouveau annoncés à l'écriture plutôt qu'à la production. Le cinéaste James Gunn rejoint aussi la production. Il est ensuite précisé que l'intrigue s'inspire de l'article Coyote vs. Acme d'Ian Frazier (en) publié dans The New Yorker,.
En février 2022, John Cena est annoncé dans le rôle de l'antagoniste. Le mois suivant, Will Forte et Lana Condor rejoignent le projet, le premier dans le rôle de l'avocat de Coyote.
En octobre 2022, Eric Bauza est confirmé pour prêter sa voix à Vil Coyote. Néanmoins, en janvier 2024, un post Twitter révèle que cette annonce était une erreur de Deadline : le personnage étant muet, Bauza est alors confirmé pour doubler des personnages non dévoilés.

### Tournage
Le tournage débute en avril 2022. Les prises de vues se déroulent à Albuquerque au Nouveau-Mexique,, lieu connu pour apparaitre dans de nombreux cartoons des Looney Tunes.
L'animation est réalisée par DNEG Animation.
Quelques photos de tournages sont publiées sur Twitter. Sur l'une d'elles, nous pouvons voir le cabinet d'avocat avec les noms Avery, Jones & Maltese. Références évidentes aux réalisateurs de cartoon, Tex Avery et Chuck Jones et au scénariste Michael Maltese[réf. nécessaire].

## Sortie annulée, puis reportée à 2026
En novembre 2023, Warner Bros. confirme que le film ne sera pas diffusé en salle et en streaming, il est donc officiellement annulé. Un porte-parole de WB a déclaré :
"Avec la relance de Warner Bros. Pictures Animation en juin, le studio a modifié sa stratégie globale pour se concentrer sur les sorties en salles. Dans le cadre de cette nouvelle orientation, nous avons pris la décision difficile de ne pas poursuivre le projet Coyote vs Acme. Nous avons un immense respect pour les réalisateurs, les acteurs et l'équipe, et nous leur sommes reconnaissants de leur contribution au film."
Le réalisateur Dave Green a exprimé sa déception sur les réseaux sociaux. Il s'estime "très fier du produit final et dévasté par la décision de Warner Bros".
Il s'agit du troisième film produit par Warner ayant été annulé depuis la fusion entre WarnerMedia et Discovery. Deux autres films, Scoob! Holiday Haunt et Batgirl ont également été annulés.
Quelques jours après l’annonce de l'annulation, un fort mouvement d'indignation apparait sur les réseaux sociaux (#ReleaseCoyoteVsAcme). La décision a provoqué de nombreuses critiques envers Warner Bros par des personnes ayant travaillé sur le film, des cinéastes et le public. Le film avait reçu des premiers retours positifs et avait intéressé des acheteurs. Une pétition pour sauver le film de l'annulation avait été lancée par un acteur du film. La polémique avait également incité des cinéastes à annuler leurs rendez-vous prévus avec WB, par peur que le scénario de l'annulation les touche.
Finalement, Warner Bros revient sur sa décision et décide de vendre le film à un autre studio. Des entreprises comme Amazon, Netflix et Apple sont mentionnées comme intéressées par le rachat du film. Le 31 décembre 2023, le comédien Eric Bauza publie sur Twitter une première image du film où l'on voit Vil Coyote et son avocat assis au tribunal. Le message "See ya in 2024!!" laisse supposer que le film sortira bien en 2024.
Cependant, en février 2024, Warner Bros. décide de ne plus vendre le film à un autre studio. Une enquête du site The Wrap expose que Warner Bros. imposait un prix à l'achat du film entre 75 et 80 millions de dollars, sans possibilité de négociation, tandis qu'annuler la diffusion du film leur permettrait de recouper 35 à 40 millions de dollars en taxes. Malgré cette décision, aucun des quatre cadres dirigeants de Warner n'aurait jamais visionné la version finale du film ; David Zaslav n'en aurait même jamais regardé aucune version. Le film est donc considéré comme annulé et ses images susceptibles d'être effacées.
Durant la 96e cérémonie des Oscars le 10 mars 2024, le scénariste Samy Burch a été déclaré pour que le film est en cours au sein de Warner Bros. : Nous espérons qu’il trouvera son chemin et ne sera pas coincé dans un caveau pour le reste du temps. En avril 2024, Warner Bros. a déclaré au quotidien The New York Times : Même si la sortie du film n’est pas clair, il reste disponible pour une acquisition.
Près de deux ans après l'annulation, Ketchup Entertainment est en voie d'acquérir le film pour 50 millions de dollar pour une diffusion programmée en 2026,,.